# 𐞏
Cette page contient des caractères spéciaux ou non latins. S’ils s’affichent mal (▯, ?, etc.), consultez la page d’aide Unicode.
𐞏, appelée epsilon fermé réfléchi en exposant, epsilon fermé réfléchi supérieur ou lettre modificative epsilon fermé réfléchi, est un symbole phonétique utilisé dans certaines variantes non standard de l’alphabet phonétique international. Il est formé de la lettre epsilon fermé réfléchi ‹ ɞ › mise en exposant.

## Utilisation
Dans certaines variantes de l’alphabet phonétique international non standard, l’epsilon fermé réfléchi en exposant peut être utilisé pour représenter des diphtongues.

## Représentations informatiques
La lettre modificative epsilon fermé réfléchi peut être représenté avec les caractères Unicode suivants (Latin étendu – F) :
| formes       | représentations | chaînes de caractères | points de code | descriptions                                    | note                            |
| ------------ | --------------- | --------------------- | -------------- | ----------------------------------------------- | ------------------------------- |
| modificative | 𐞏               | 𐞏                     | U+1078F        | lettre modificative minuscule e ouvert réfléchi | codé pour le symbole phonétique |